# Amoene van Haersolte
Ernestine Amoëne Sophie van Haersolte-van Holthe tot Echten (Utrecht, 23 februari 1890 – Dalfsen, 1 augustus 1952) was een Nederlandse prozaschrijfster. In 1947 ontving ze samen met Arthur van Schendel de eerste P.C. Hooft-prijs.

## Levensloop

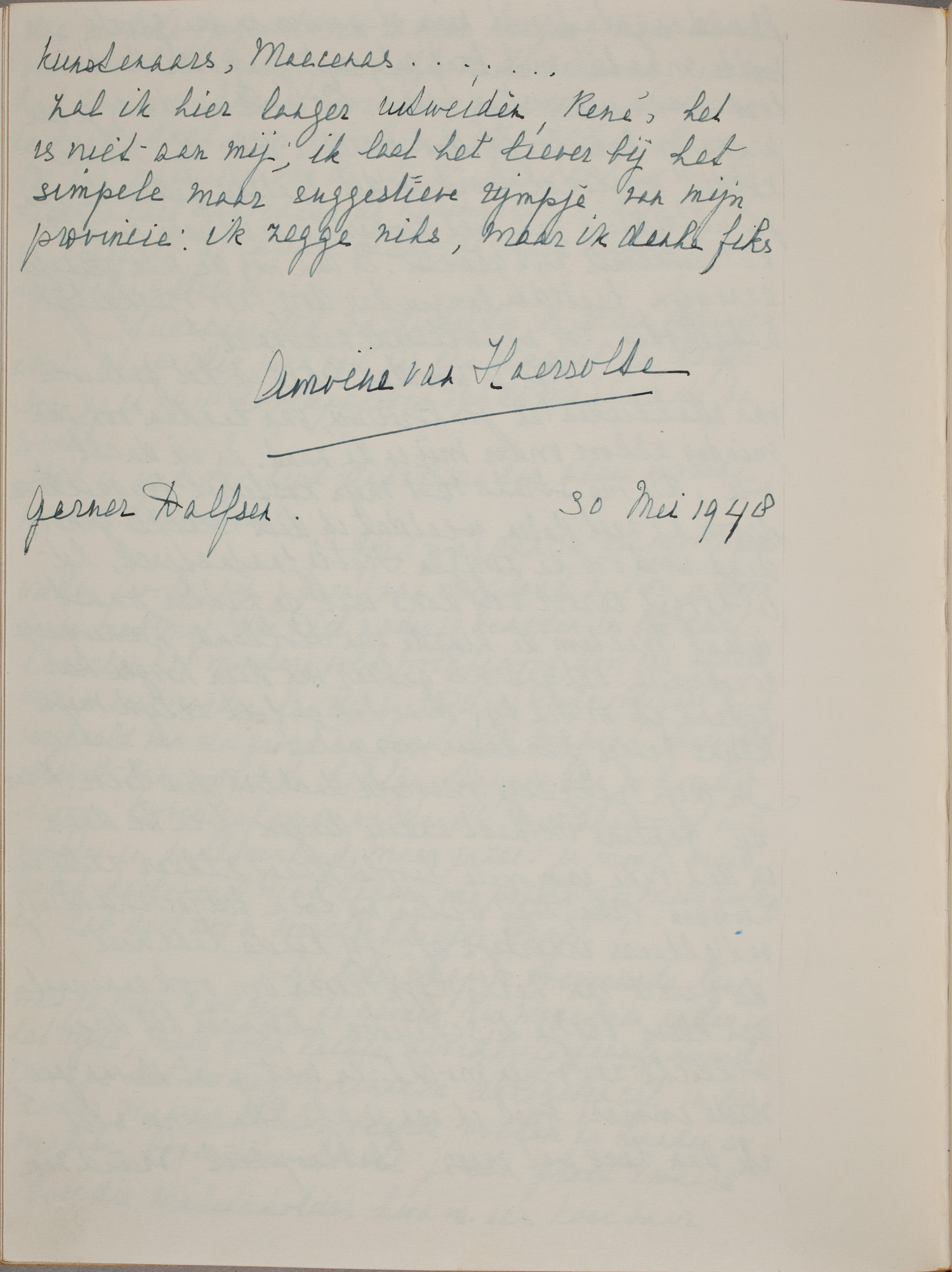
Handschrift van Amoëne van Haersolte

Van Haersolte was een telg uit het geslacht Van Holthe en dochter van jhr. ir. Rudolph Arent van Holthe tot Echten (1860-1941) en jkvr. Anna Maria Storm van 's Gravesande (1868-1945). Ze trouwde op 7 maart 1916 met mr. Johan Frederik baron van Haersolte (1880-1957), wethouder van Zwolle, rechter-plaatsvervanger en dijkgraaf. Zij kregen samen vier kinderen, onder wie de latere prof. dr. Arent baron van Haersolte (1919-2002). Ze ligt begraven op Begraafplaats Bergklooster in Zwolle.
Van Haersolte publiceerde onder andere in Onze Eeuw, Leven en Werken en Den Gulden Winckel. Na de Tweede Wereldoorlog publiceerde ze in De Nieuwe Stem en Overijssel, Jaarboek voor cultuur en historie.

## Prijzen
- 1947 - P.C. Hooft-prijs voor Sophia in de Koestraat. Het was de eerste keer dat de P.C. Hooft-prijs werd uitgereikt. Hij werd dat jaar ingesteld omdat het 300 jaar geleden was dat Hooft stierf.